# Basilio Gradi
Basilio Gradi, OSB (falecido em 1585) foi um prelado católico romano que serviu como bispo de Ston (1584–1585).

## Biografia
Basílio Gradi foi ordenado sacerdote na Ordem de São Bento. No dia 14 de março de 1584, foi nomeado pelo Papa Gregório XIII como Bispo de Ston. A 6 de maio de 1584, foi consagrado bispo por Thomas Goldwell, bispo de Saint Asaph com Giovanni Battista Santorio, bispo de Alife, e Ignazio Danti, bispo de Alatri, como co-consagradores. Serviu como Bispo de Ston até à sua morte em 1585.